# Zdęgówko
Zdęgówko – część wsi Tuchlin w Polsce, położona w województwie warmińsko-mazurskim, w powiecie piskim, w gminie Orzysz.
W latach 1975–1998 Zdęgówko należało administracyjnie do województwa suwalskiego.

## Zabytki
Zabytki ujęte w gminnej ewidencji zabytków:
- Budynek dawnej szkoły wzniesiony w latach 20. XX wieku[5].
- Dawny cmentarz ewangelicki, założony w połowie XIX wieku[6].

Najstarszy zachowany nagrobek z 1856 roku.